# Priska Daphi

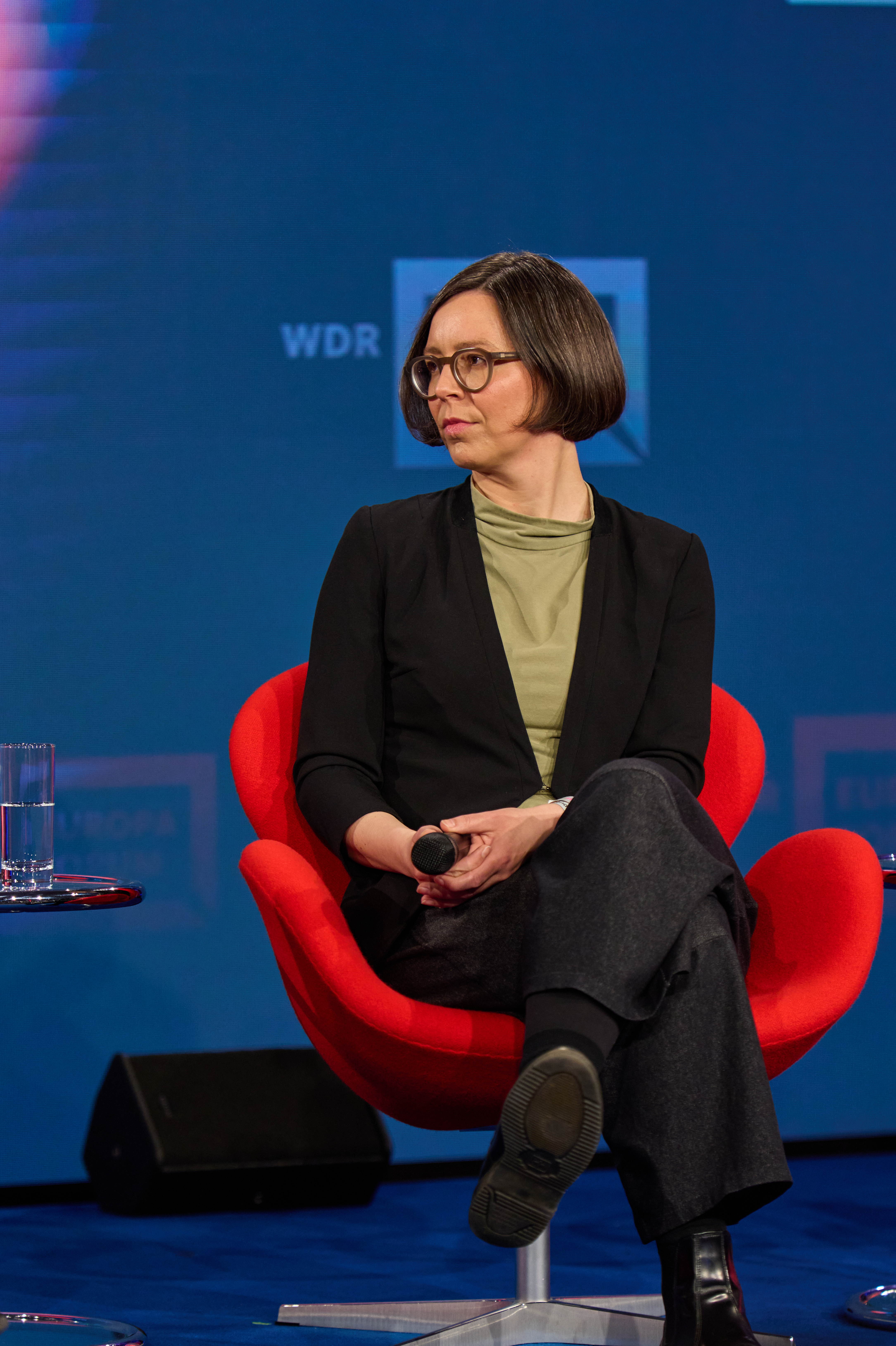
Priska Daphi, 2025

Priska Daphi (* 1984 in Hamburg) ist eine deutsche Soziologin und Hochschullehrerin. Sie ist stellvertretende Vorsitzende des Berliner Institut für Protest- und Bewegungsforschung.

## Werdegang
Daphi studierte zunächst am University College der Universität Maastricht und absolvierte dort im Jahr 2006 ihren Bachelor. Anschließend studierte sie an der London School of Economics and Political Science Politische Soziologie im Master. 2013 wurde sie an der Humboldt-Universität zu Berlin promoviert. 2015 war sie Humboldt-Fellow am Europäischen Hochschulinstitut in Florenz.
Von 2018 bis März 2025 war Daphi Professorin für Konfliktsoziologie an der Fakultät für Soziologie der Universität Bielefeld. Davor leitete sie die Nachwuchsgruppe Konflikt und soziale Bewegungen am Leibniz-Institut Hessische Stiftung Friedens- und Konfliktforschung (HSFK). Ihre Forschung befasst sich mit dem Wandel politischer Partizipation und Mobilisierung in Europa. Der Schwerpunkt liegt hierbei insbesondere auf zivilgesellschaftlichen Akteuren und sozialen Bewegungen sowie auf innergesellschaftlichen Konflikten im Kontext von Globalisierung, Migration und Polarisierung. Daphi ist Mitherausgeberin der Fachzeitschrift Social Movement Studies. Seit 2025 ist sie Professorin für allgemeine Soziologie am Institut für Soziologie der Justus-Liebig-Universität in Gießen.